# 茂名南路
茂名南路是中國上海市黄浦区的一条道路，南北走向，北起延安中路（福煦路）接茂名北路，南至永嘉路（西爱咸斯路）。长1275米。在1919年至1943年之间名为迈尔西爱路（Route Cardinal Mercier）。

## 历史
1919年，上海法租界公董局修筑此路，以比利时主教名命名。1943年，汪精卫政府接收上海法租界，改名桂林路。1946年改名茂名南路。沿路为住宅区和宾馆区。现今的茂名南路是上海最著名的酒吧街和娱乐休闲中心之一，以其丰富的夜生活、优美的格调和众多的西式咖啡馆与酒吧而吸引了众多的上海市民和外来游客。

## 交汇道路
- 延安中路（福煦路）
- 巨鹿路（巨籁达路）
- 长乐路（蒲石路）
- 淮海中路（霞飞路）- 一号线︰陕西南路站
- 南昌路（环龙路）
- 复兴中路（辣斐德路）
- 永嘉路（西爱咸斯路）

## 沿路近代建筑
- 茂名南路57号——兰心大戏院（英侨业余戏剧协会剧场，1931年）
- 茂名南路58号——法国总会（今花园饭店，1926年）
- 茂名南路63－125号——峻岭公寓，茂名公寓（1934年，今锦江饭店中,西楼）
- 茂名南路112-124号——钟和公寓
- 茂名南路143－151号——阿斯特屈来特公寓（今南昌大楼，1933年）

## 大型商厦
- 茂名南路58号——上海三越百货（于1989年10月15日软开业，并在1990年3月20日正式开业其后进行了多次扩建）

## 学校
- 茂名南路156号 - 清华中学